# Anastasija Merkuszyna
Anastasija Ołehiwna Merkuszyna (ukr. Анастасія Олегівна Меркушина; ur. 14 stycznia 1995 w Sumach) – ukraińska biathlonistka, medalistka mistrzostw świata, pięciokrotna medalistka mistrzostw świata juniorek.

## Kariera
Po raz pierwszy na arenie międzynarodowej pojawiła się 20 lipca 2013 roku, startując na mistrzostwach świata juniorów w Torsby, gdzie w kategorii juniorów młodszych zajęła między 14. miejsce w sprincie i piąte w sztafecie. Na rozgrywanych rok później mistrzostwach świata juniorów w Novym Měscie zdobyła srebrny medal w sztafecie. Ponadto podczas mistrzostw świata juniorów w Kontiolahti w 2012 roku zdobyła złoto w sztafecie, na mistrzostwach świata juniorów w Obertilliach była trzecia w biegu indywidualnym i druga w sztafecie, a na mistrzostwach świata juniorów w Cheile Grădiştei w 2016 roku była druga w biegu indywidualnym.
W zawodach Pucharu Świata w biathlonie zadebiutowała 4 grudnia 2014 roku w Östersund, zajmując 51. miejsce w biegu indywidualnym. Pierwsze pucharowe punkty wywalczyła 6 stycznia 2017 roku w Oberhofie, zajmując 19. miejsce w sprincie.
Podczas mistrzostw świata w Hochfilzen w 2017 roku wspólnie z Iryną Warwyneć, Juliją Dżimą i Ołeną Pidhruszną zdobyła srebrny medal w sztafecie. W tej samej konkurencji zdobywała też brązowe medale na MŚ w Östersund (2019), MŚ w Rasen-Antholz (2020) i MŚ w Pokljuce (2021).
Jej matka, Iryna Merkuszyna, również była biathlonistką.

## Osiągnięcia

### Igrzyska olimpijskie
| Rok  | Miejscowość | Konkurencje | Konkurencje | Konkurencje | Konkurencje | Konkurencje | Konkurencje | Konkurencje |
| Rok  | Miejscowość | IN          | SP          | PU          | MS          | RL          | MR          | SR          |
| ---- | ----------- | ----------- | ----------- | ----------- | ----------- | ----------- | ----------- | ----------- |
| 2018 | Pjongczang  | 70.         | 55.         | 46.         | –           | 11.         | –           | nd.         |
| 2022 | Pekin       | –           | 24.         | 25.         | –           | 7.          | –           | nd.         |

### Mistrzostwa świata
| Rok  | Miejscowość   | Konkurencje | Konkurencje | Konkurencje | Konkurencje | Konkurencje | Konkurencje | Konkurencje |
| Rok  | Miejscowość   | IN          | SP          | PU          | MS          | RL          | MR          | SR          |
| ---- | ------------- | ----------- | ----------- | ----------- | ----------- | ----------- | ----------- | ----------- |
| 2017 | Hochfilzen    | 33.         | 10.         | 8.          | 14.         | 2.          | –           | nd.         |
| 2019 | Östersund     | 10.         | 28.         | 15.         | 25.         | 3.          | 7.          | 5.          |
| 2020 | Rasen-Antholz | 11.         | –           | –           | –           | 3.          | 5.          | 10.         |
| 2021 | Pokljuka      | 13.         | –           | –           | –           | 3.          | –           | –           |
| 2023 | Oberhof       | dns.        | 44.         | 49.         | –           | 14.         | 9.          | 15.         |
| 2024 | Nové Město    | 28.         | 29.         | 36.         | –           | 5.          | –           | 14.         |
| 2025 | Lenzerheide   | 44.         | –           | –           | –           | 11.         | –           | –           |

### Mistrzostwa świata juniorów
| Rok  | Miejscowość      | Konkurencje | Konkurencje | Konkurencje | Konkurencje | Konkurencje | Konkurencje | Konkurencje |
| Rok  | Miejscowość      | IN          | SP          | PU          | MS          | RL          | MR          | SR          |
| ---- | ---------------- | ----------- | ----------- | ----------- | ----------- | ----------- | ----------- | ----------- |
| 2010 | Torsby           | nd.         | 14.         | 30.         | nd.         | 5.          | nd.         | nd.         |
| 2011 | Nové Město       | nd.         | 46.         | 54.         | nd.         | 2.          | nd.         | nd.         |
| 2012 | Kontiolahti      | 5.          | 46.         | 37.         | nd.         | 1.          | nd.         | nd.         |
| 2013 | Obertilliach     | 3.          | 17.         | 17.         | nd.         | 2.          | nd.         | nd.         |
| 2015 | Raubicze         | 7.          | nd.         | 8.          | nd.         | 6.          | nd.         | nd.         |
| 2016 | Cheile Grădiştei | 2.          | nd.         | 6.          | nd.         | 5.          | nd.         | nd.         |

### Puchar Świata

#### Miejsca w klasyfikacji generalnej
| Sezon     | Miejsce           |
| --------- | ----------------- |
| 2014/2015 | -                 |
| 2015/2016 | -                 |
| 2016/2017 | 37.               |
| 2017/2018 | 42.               |
| 2018/2019 | 35.               |
| 2019/2020 | 50.               |
| 2020/2021 | 57.               |
| 2021/2022 | 104.              |
| 2022/2023 | 55.               |
| 2023/2024 | 35.               |
| 2024/2025 | niesklasyfikowana |

#### Miejsca na podium
- Merkuszyna nigdy nie stanęła na podium indywidualnych zawodów PŚ.